# Isola Zaščitnaja
L'isola Zaščitnaja (in russo коса Защитная, kosa Zaščitnaja) è un'isola russa che fa parte dell'arcipelago di Severnaja Zemlja ed è bagnata dal mare di Laptev. L'isola è in realtà solo una lingua di terra (in russo kosa)
e il suo nome in italiano significa "difensiva" (Защитная). Amministrativamente fa parte del Tajmyrskij rajon del Territorio di Krasnojarsk, nel Circondario federale della Siberia.

## Geografia
L'isola si trova nella parte sud-orientale dell'arcipelago, a est dell'isola Starokadomskij. Consiste in una lingua di terra, lunga circa 9 km, che si snoda lungo la costa da capo Majskij a capo Torosnyj (мыс Майский e Торосный); è piatta e parzialmente coperta dal ghiaccio, fra di essa e Starokadomskij ci sono banchi di sabbia. A nord-ovest, a 4 km, si trova il gruppo delle isole Majskie.